# بليون (إدلب)
بليون قرية سورية تتبع ناحية إحسم في منطقة أريحا في محافظة إدلب. بلغ عدد سكانها 6030 نسمة في عام 2004 حسب إحصاء المكتب المركزي للإحصاء.